# Nissan Almera Tino
La Nissan Almera Tino conosciuta anche solo come Nissan Tino è una autovettura prodotta dalla casa automobilistica giapponese Nissan dal 1998 al 2006. Nasce come variante monovolume della berlina Nissan Almera.
Il modello europeo venne fabbricato in Spagna dalla filiale Nissan Motor Iberica dal 2000 al 2006. La motorizzazione più venduta è stata la diesel common rail, avente cilindrata 2.200 cm³.
Uscita di produzione nel 2006, la sua eredità è stata raccolta da due modelli: si tratta della Nissan Qashqai Crossover di medie dimensioni e della Nissan Note, una piccola monovolume basata sulla Renault Modus.

## Storia

### Genesi e debutto
La Almera Tino debutta in Giappone nel 1998 come risposta della Nissan al nascente segmento dei monovolumi compatti; in madrepatria infatti i modelli Toyota Corolla Spacia e Mitsubishi Space Wagon ottenevano grandi consensi tra il pubblico grazie alle dimensioni compatte e all’abitacolo molto spazioso e la Nissan colse l’opportunità iniziando a progettare una nuova monovolume (codice progetto V10) basata sulla piattaforma MS della Almera, la media di segmento C del costruttore giapponese.
Il 22 dicembre del 1998 debutta la Almera Tino che presenta un innovativo abitacolo a sei posti con due sedili centrali (guidatore singolo e i due passeggeri anteriori su panchetta) e due posteriori reclinabili o rimovibili. Lunga 4,270 metri era equipaggiata con i motori 1.8 benzina 16 valvole QG18DE da 125 cavalli e con il più grande 2.0 quattro cilindri 16 valvole SR20DE da 136 cavalli entrambi con cambio Hyper CVT. La trazione è anteriore, il baule possiede un volume di che varia da 440 litres a 1030 litri con i sedili posteriori reclinati. La produzione del modello giapponese parte lo stesso giorno della presentazione nello stabilimento Nissan di Murayama.

### Il modello europeo
Nel marzo 1999 venne esposta in anteprima al Salone dell’auto di Ginevra sotto forma di prototipo e venne annunciato lo sbarco in Europa a partire dal 2000 con produzione aggiuntiva presso lo stabilimento di Barcellona in Spagna.
Nel marzo 2000 venne presentata la versione europea definitiva che possedeva l’abitacolo configurato a 5 posti tradizionali e una gamma motori arricchita con il turbodiesel 2.2 quattro cilindri YD22DDT a iniezione diretta da 122 cavalli e le nuove trasmissioni manuali a 5 rapporti disponibili sia sul 1.8 benzina che sul 2.2 diesel. Il 2.0 benzina sul mercato europeo era abbinato solo al CVT. La produzione del modello europeo parte il 15 maggio dello stesso anno in Spagna.
In contemporanea in Giappone la casa rese disponibile la Tino anche in versione 5 posti uguale al modello europeo. 
Nel 2001 la produzione degli esemplari giapponesi venne spostata nello stabilimento di Kyushu. Tuttavia sul mercato locale la vettura non avrà un grande successo e sarà dismessa nel marzo del 2003. Sul mercato europeo invece continuerà ad essere prodotta in Spagna.

### Restyling 2003

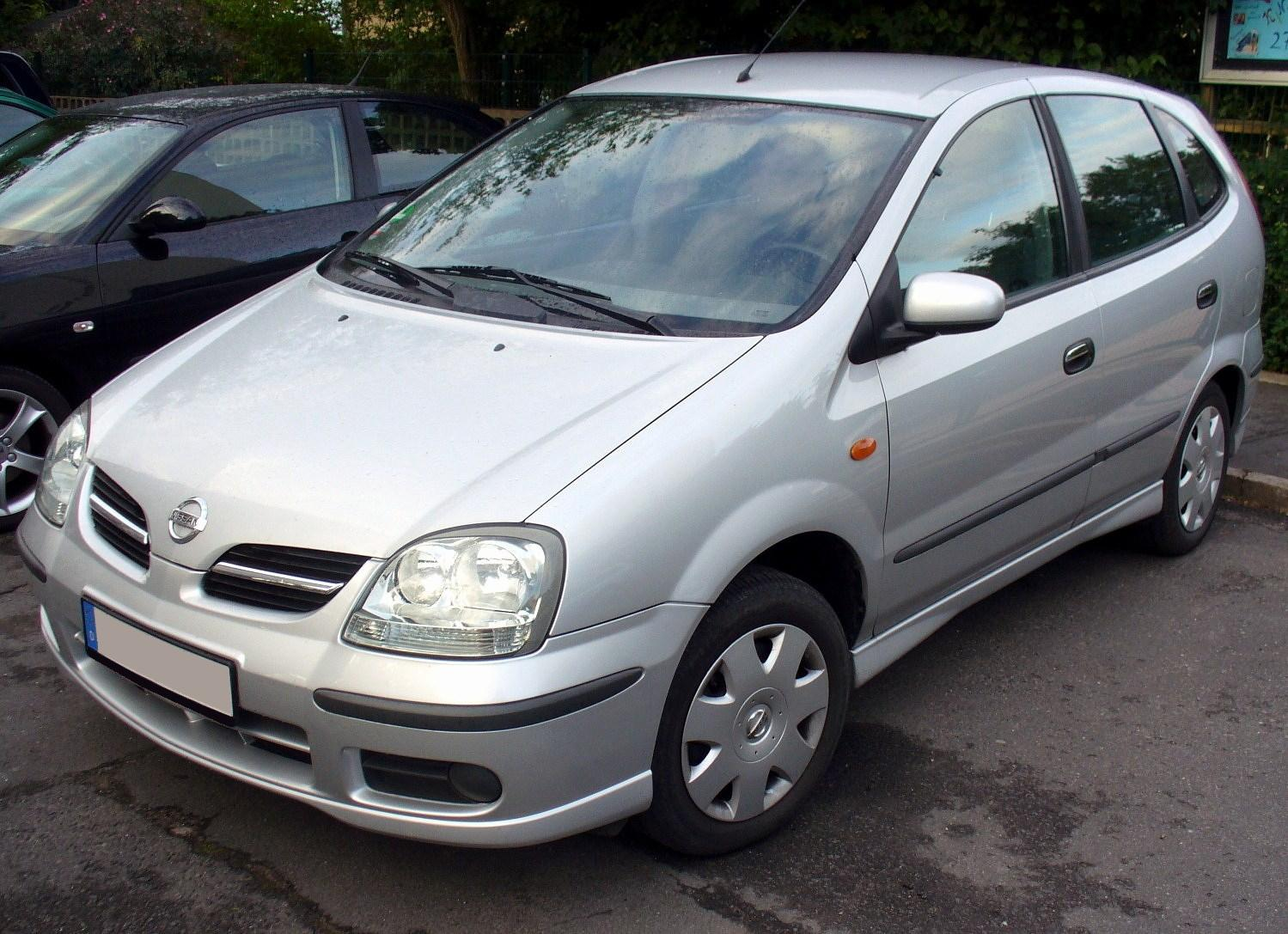
La Almera Tino dopo il restyling 2003

Al salone di ginevra 2003 debutta un aggiornamento dove vengono introdotti i nuovi diesel common rail 2.2 dCi eroganti 112 e 136 cavalli, debuttano nuovi fanali anteriori e posteriori con sfondo trasparente e la plancia viene rinnovata con una nuova strumentazione, nuovo sistema multimediale TFT a colori da 5,8 pollici con manopola nel tunnel, nuovo volante e nuova plancetta del climatizzatore. Optional il sistema multimediale da 7 pollici con navigatore e DVD integrato. Altre novità riguardano gli allestimenti con dotazioni arricchite e nuovi cerchi e colori per la carrozzeria.

## Nissan Tino Hybrid

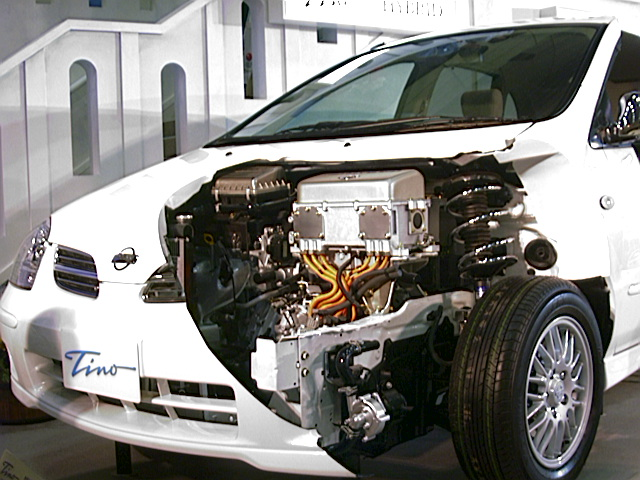
Spaccato di una Tino Hybrid

Nel marzo 2000 debutta in Giappone la Tino Hybrid, versione con motore ibrido della Tino realizzata in produzione limitata in solo 100 esemplari.
La caratteristica della Tino Hybrid è il motore 1.8 quattro cilindri QG18DE completamente rivisto che eroga 101 cavalli e 141 Nm di coppia massima abbinato ad un motore elettrico da 23 cavalli e a due accumulatori agli ioni di litio, il cambio è CVT. Secondo la casa la Tino Hybrid riduce del 50% le emissioni di anidride carbonica rispetto l’omologa alimentata solo a benzina. Internamente la vettura presenta uno schermo addizionale a colori da 5.8 pollici che permettere di monitorare lo stato della batteria e i consumi istantanei.